# Redd Kross
I Redd Kross sono un gruppo musicale alternative rock statunitense attivo dal 1980. Il gruppo si è sciolto nel 1997 per poi ricostituirsi nel 2004.

## Storia del gruppo
Il gruppo affonda le proprie radici nei The Tourists, band formata dai fratelli Steve McDonald e Jeff McDonald da ragazzi. Con l'aggiunta di Greg Heston e John Stielow, la band ha intrapreso un nuovo percorso come gruppo spalla dei Black Flag. Il debutto discografico è avvenuto nel 1980 con EP. Nel 1997 il gruppo si è preso una pausa a tempo indeterminato, ma nel 2006 è ritornato a calcare i palchi americani. Nel 2012 è uscito il primo album dopo la reunion.

## Formazione
Attuale
- Jeff McDonald
- Steve McDonald
- Jason Shapiro
- Roy McDonald

## Discografia

### Album studio
- 1982 - Born Innocent
- 1984 - Teen Babes From Monsanto
- 1987 - Neurotica
- 1990 - Third Eye
- 1993 - Phaseshifter
- 1997 - Show World
- 2012 - Researching the Blues
- 2019 - Beyond The Door
- 2024 - Redd Kross

### EP
- 1980 - Red Cross
- 1993 - 2500 Redd Kross Fans Can't Be Wrong